# Radclyffe Hall
Marguerite Radclyffe Hall (født 12. august 1880 i Bournemouth, død 7. oktober 1943 i London) var en britisk forfatter og digter, kendt for romanen Ensomhedens brønd fra 1928. Bogen blev forbudt i England, hvilket varede indtil efter Halls død, på grund af dens skildring af lesbisk kærlighed.

## Udvalgt bibliografi
- The Unlit Lamp (1924)
- Adams æt (Adam's Breed, 1926)
- Ensomhedens brønd (The Well of Loneliness, 1928)
- The Master of the House (1932)